# روب جولي
روب جولي هو سياسي أسترالي، ولد في 27 يناير 1945. نشط حزبياً في حزب العمال الأسترالي. وقد انتخب عضو الجمعية التشريعية في فيكتوريا ‏.